# Potrero de Corpus
Potrero de Corpus är en ort i Mexiko.   Den ligger i kommunen Churumuco och delstaten Michoacán de Ocampo, i den södra delen av landet, 270 km väster om huvudstaden Mexico City. Potrero de Corpus ligger 1 303 meter över havet och antalet invånare är 111.
Terrängen runt Potrero de Corpus är huvudsakligen kuperad, men söderut är den bergig. Runt Potrero de Corpus är det glesbefolkat, med 15 invånare per kvadratkilometer. Närmaste större samhälle är El Cahulote de Santa Ana, 19,2 km norr om Potrero de Corpus. I omgivningarna runt Potrero de Corpus växer huvudsakligen savannskog.